# Hargobind
Guru Hargobind (ur. 1595, zm. 1644) – szósty guru sikhów.
Był synem Guru Ardżana. Ojciec wyznaczył go na swego następcę przed osadzeniem w więzieniu w Lahore. Hargobind funkcję guru przejął w wieku 11 lat. W obliczu pogarszającej się sytuacji politycznej oraz ataków na wspólnoty sikhijskie zarządził, by wierni szkolili się w sztukach walki i dbali o sprawność fizyczną. W czasie swoich rządów kilkakrotnie stawiał czoło najazdom wojsk mogolskich (jeden z nich, z 1628, spowodował poważne zniszczenia Amritsaru, samego guru natomiast zmusił do przenosin do Kartapuru). Utworzył Akali Takht, prowadził także działalność misyjną. Wybudował nowe świątynie w Pendżabie, zainicjował też powstanie Kiratpuru.
Niedługo przed śmiercią na następcę wyznaczył swojego wnuka, Hai Rai.
| Imię                  | Data urodzenia   | Wybór na Guru       | Śmierć              |
| --------------------- | ---------------- | ------------------- | ------------------- |
| Guru Nanak            | 15 kwietnia 1469 | 20 sierpnia 1507    | 22 września 1539    |
| Guru Lehna Agad       | 31 marca 1504    | 7 września 1539     | 29 marca 1552       |
| Guru Amar Das         | 5 maja 1479      | 26 marca 1552       | 1 września 1574     |
| Guru Ram Das          | 24 września 1534 | 1 września 1574     | 1 września 1581     |
| Guru Ardżan           | 15 kwietnia 1563 | 1 września 1581     | 30 maja 1606        |
| Guru Hargobind        | 19 czerwca 1595  | 25 maja 1606        | 28 lutego 1644      |
| Guru Har Rai          | 16 stycznia 1630 | 3 marca 1644        | 6 października 1661 |
| Guru Har Krishan      | 7 lipca 1656     | 6 października 1661 | 30 marca 1664       |
| Guru Tegh Bahadur     | 1 kwietnia 1621  | 20 marca 1665       | 11 listopada 1675   |
| Guru Gobind Singh     | 22 grudnia 1666  | 11 listopada 1675   | 7 października 1708 |
| Sri Guru Granth Sahib |                  | 7 października 1708 |                     |